# 이긍용
이긍용(李兢鎔, 1791년 ~ 1881년)은 조선시대의 무신이다.

## 생애
조선 후기의 무신으로 본관은 전주, 휘는 긍용(兢鎔)이다. 덕흥대원군의 13대손이며, 증 가선대부(嘉善大夫) 이조참판(吏曺參判) 이정식(李鼎植)의 증손이고, 병마절도사(兵馬節度使) 이습(李熠)의 손자이다. 아버지는 부사(府使) 이재응(李載鷹, 초명은 鷹周)이고, 생부는 종실 정혜공 밀산군(密山君)系의 후손 이재정(李載鼎)이다.
부인은 병조참판 달성인(達城人) 서형순(徐珩淳, 또는 서연순(徐衍淳))의 딸로 숙부인 달성 서씨(淑夫人 達城徐氏)이다.
재정의 장남으로 1791년(정조 15년) 12월 7일 탄생하였다. 음직으로 경오(庚午) 1870년(고종 7) 남행선전관(南行宣傳官)에 제수되고, 이해 8월 9일 집을 사급받았다. 이해 11월 15일 군사들의 의복 형편 등에 대해 적간(摘奸)하고 온 선전관 이긍용(李兢鎔)이 서계(書啓)하기를, “신이 이달 14일 사시(巳時)에, 군사들의 의복의 형편과 거지들의 상태에 대하여 적간하여 오라고 승정원에 내린 하교를 받들어, 삼군부·서영(西營)·추성문(秋成門)·훈련도감 신영 및 숙정문(肅靖門)·창의문(彰義門)·돈의문(敦義門)·소의문(昭義門)·숭례문(崇禮門)에 달려가서, 입직하는 군병들과 각문의 수직하는 군사들을 하나하나 자세하게 살펴보았더니, 입고 있는 옷들이 비록 얇고 두꺼운 것이 고르지는 않았지만 모두 추위를 호소할 만한 걱정은 없었습니다.
다만 창의문의 복직군(卜直軍) 박춘성(朴春成)·김복이(金福伊), 돈의문의 복직군 양학길(梁學吉)·이원득(李元得), 소의문의 복직군 최사룡(崔士龍)·신육득(申六得), 숭례문의 복직군 이명길(李命吉)·권덕문(權德文) 등 8명은 얇은 옷을 입고 추워 떠는 모습이 실로 불쌍하였습니다. 그리고는 남문 밖에 있는 거지들의 천막을 찾아가서 그 면면을 살펴보았더니, 83명의 거지가 추위에 떨면서 배고파하는 모습이 불쌍해서 일일이 위로해주고 단 한 사람이라도 천막 밖으로 쫓아내는 일이 없도록 하라고 거지 두목에게 단단히 주의를 주었습니다.
다음에는 중부의 광통교(廣通橋) 윗쪽과 아랫쪽의 거지 천막을 찾아가 자세히 살펴보았던바, 윗막의 거지는 130명이었으며 아랫막의 거지는 51명이었는데, 춥고 배고파하는 정경은 남문 밖의 거지막에 비하여 별로 다를 것이 없었습니다. 그래서 역시 마찬가지로 거듭 주의를 주었습니다.”하니, 전교하기를, “알았다. 빈 섬 거적을 주고 도와줄 방안을 해청(該廳)에서 판단하여 지급하도록 하고, 궁문을 지키는 군병들의 엷은 옷에 대해서도 해청에서 결정하여 지급하도록 분부하라.”하였다.
1871년(고종 8) 신미(辛未) 정시(庭試) 무과(武科) 급제(及第)하여 이해 5월 25일 별군직(別軍職)에 차하(差下)되고, 이해 8월 12일 훈련주부(訓鍊主簿)에 제수되었다.
1872년(고종 9) 훈련원 판관(訓鍊院判官)에 제수되고, 1873년(고종 10) 도총부 경력(都摠府經歷)에 제수되었다가 이해 5월 24일 다시 선전관(宣傳官)에 제수되었다.
1874년(고종 11) 별군직(別軍職)에 차하(差下)되고, 이해 6월 21일 상현궁(上弦弓) 1장(張)을 사급받고, 하인은 전례대로 시상받았다.
1875년(고종 12) 별군직(別軍職)으로 있을 때 임신년의 예에 의거해 시상받고, 이해 6월 4일 선전관(宣傳官)으로 세자궁이 동여(動輿)할 때 배종하여 장궁(長弓) 1장을 사급받았다.
1876년(고종 13) 다시 도총부 경력(都摠府經歷)에 제수되었다가 이해 12월 20일 훈련원 부정(訓鍊院副正)에 제수되었다.
1877년(고종 14) 다시 선전관(宣傳官)에 제수되고, 이해 9월 28일 훈련원 첨정(訓鍊院僉正)에 제수되었다가 이해 12월 20일 전라좌도(全羅左道) 낙안 군수(樂安郡守)에 제수되었다.
1879년(고종 16) 대왕대비전의 주량회갑으로 칭경하고 진하하는 때에 별군직(別軍職)으로 봉진되었다가 이해 1월 4일 순조에게 존호를 추상하고 순원왕후에게 존호를 추상하고 익종에게 존호를 추상하고 대왕대비전에 존호를 가상한 일로 칭경하고 진하할 때에 다시 별군직(別軍職)으로 봉진되었다.
1880년(고종 17) 1월 1일 왕대비전의 보령이 50세가 된 것에 대해 칭경하고 진하할 때 별군직(別軍職)으로 봉진되었다가 이해 7월 6일 철인왕후를 태묘에 부묘한 후 진하할 때에 다시 별군직(別軍職)으로 봉진되고, 이해 7월 25일 대전의 탄일에 대해 진하할 때 별군직(別軍職)으로 봉진되었다. 이해 8월 8일 훈련원 부정(訓鍊院副正) 가설직에 단부되었다.
장악원정(掌樂院正)을 지내고, 1881년 1월 26일 향년 31세로 별세하여 양주 수작동 좌(坐)로 장사지냈고, 숙부인 달성서씨는 용인 수여면 매곡 좌(坐)로 장사지냈다.

## 가족관계
- 증조부: 이정식(李鼎植)
- 조부 : 이습(李熠)
- 아버지(양부): 이재응(李載鷹, 초명은 鷹周)
- 아버지(생부): 이재정(李載鼎), 종실 정혜공 밀산군(密山君)系의 후손.
- 부인: 숙부인 달성 서씨(淑夫人 達城徐氏, 1851년 - ?년), 병조참판 달성인(達城人) 서형순(徐珩淳, 또는 서연순(徐衍淳))의 딸.